# Nollengletscher (Lauterbrunnen)
Der Nollengletscher ist ein Gletscher in den Berner Alpen im Schweizer Kanton Bern in der Gemeinde Lauterbrunnen. Er ist einer von mehreren Gletschern rund um den Mönch.

## Geographie
Der Nollengletscher beginnt am Gipfel des Mönchs auf über 4000 m ü. M. und fliesst gegen Nordwesten hinunter über das Nordwestbollwerk des Mönchs bis auf eine Höhe von etwa 3300 m ü. M. Seine eher seltenen Eisabbrüche können aber spektakulär als Staublawine erfolgen und speisen sowohl den Eigergletscher als auch den Guggigletscher.
Das Schmelzwasser fliesst über den Trümmelbach, die Weisse Lütschine, die Lütschine, die Aare und den Rhein in die Nordsee.
Etwa 500 Höhenmeter tiefer befindet sich die Guggihütte auf 2804 m ü. M. Sie ist Ausgangspunkt für den Aufstieg über den Nollengletscher zum Mönch.